# Эр-Рахмания
Эр-Рахмания (араб. الرحمانية‎) — город на севере Египта, расположенный на территории мухафазы Бухейра.

## Географическое положение
Город находится на северо-востоке мухафазы, в западной части дельты Нила, на левом берегу Розеттского рукава, на расстоянии приблизительно 16 километров к востоку-северо-востоку (ENE) от Даманхура, административного центра провинции. Абсолютная высота — 18 метров над уровнем моря.

## Демография
По данным переписи 2006 года численность населения Эр-Рахмании составляла 29 393 человека.
Динамика численности населения города по годам:
| 1996   | 2006   | 2018   |
| ------ | ------ | ------ |
| 25 438 | 29 393 | 38 920 |

## Транспорт
Ближайший гражданский аэропорт — Международный аэропорт Александрии.